# Ruschia odontocalyx
Ruschia odontocalyx är en isörtsväxtart som först beskrevs av Rudolf Schlechter och Diels, och fick sitt nu gällande namn av Schwant. Ruschia odontocalyx ingår i släktet Ruschia och familjen isörtsväxter. Inga underarter finns listade i Catalogue of Life.